# Brug 1090
Bruggen 1090 en 1092 zijn een bouwkundig kunstwerken in Amsterdam-Zuidoost.

## Bruggen
De brugnummerserie 1000-1099 stamt uit de tijd (circa 1966) dat er nog nagedacht moest worden hoe de nieuwe woonwijk Bijlmermeer er moest komen uit te zien. Bouwtekeningen van kunstwerken geven vaak alleen aan "Brug in Bijlmermeer". Die reeks liep tot en met 1089. De bruggen 1090 en 1092 zijn van veel later datum; ze komen aldus het fabricageplaatje uit 2012. Beide betonnen voetbruggen met houten leuningen liggen in een park tussen Gouden Leeuw en Groenhoven, een soort torenflats uit de jaren zeventig. Tussen beide complexen ligt een naamloos park, dat doorsneden wordt door het voet- en fietspad Gaasperparkpad. Op een luchtfoto uit 1977 is hier geen waterweg te vinden.
Bij een herinrichting in het begin van de 21e eeuw (na 2006 voor 2012) werd hier een afwateringstocht gegraven; de bestaande voetpaden hadden daarom bruggetjes nodig, welke geleverd werden door GrootLemmer uit Friesland (type 2, B7388). Ongeveer gelijktijdig kreeg het park de officieuze naam Professor Joop van Stigtpark.

## Afbeeldingen

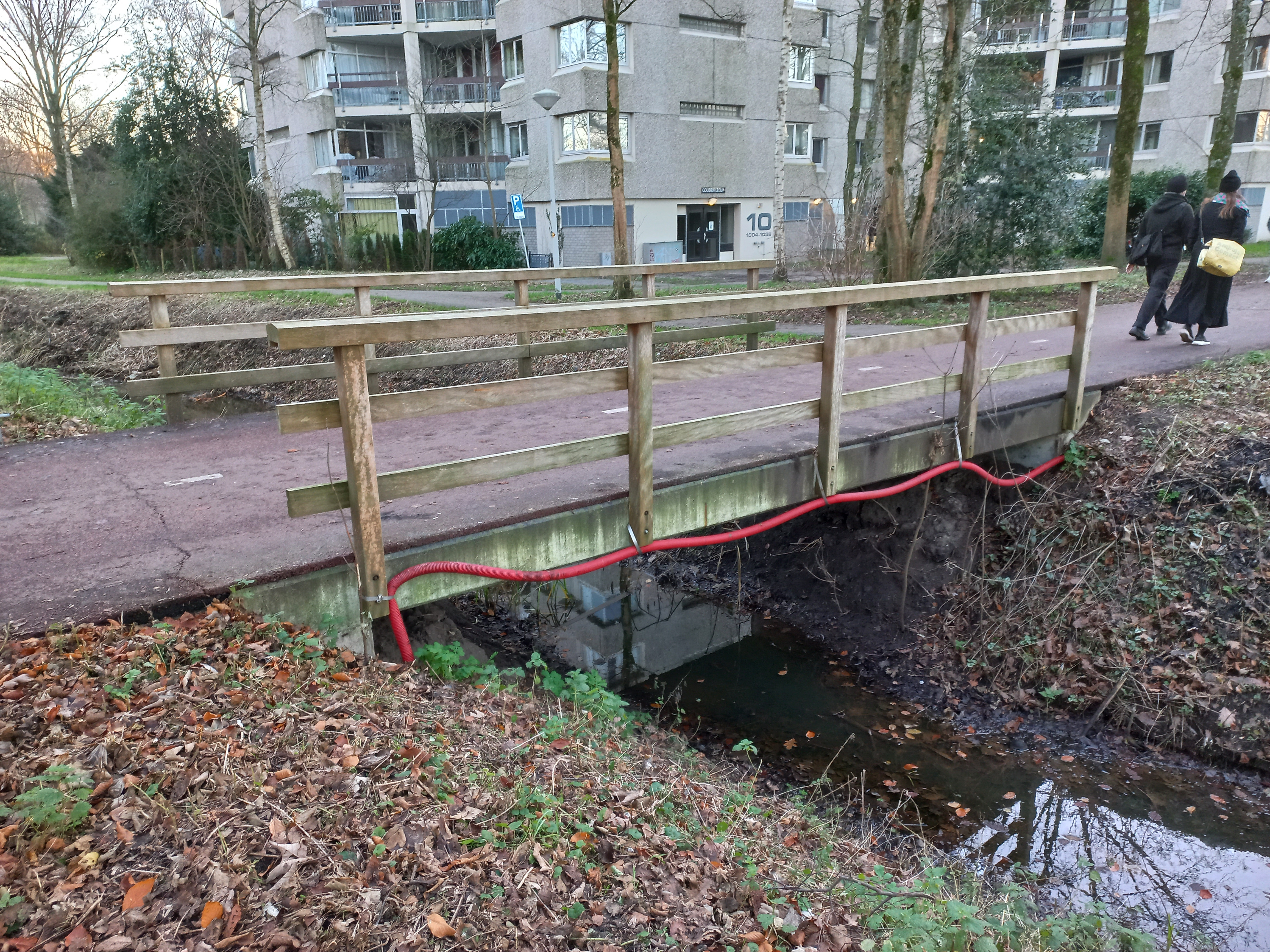
Brug 1090 (december 2023)
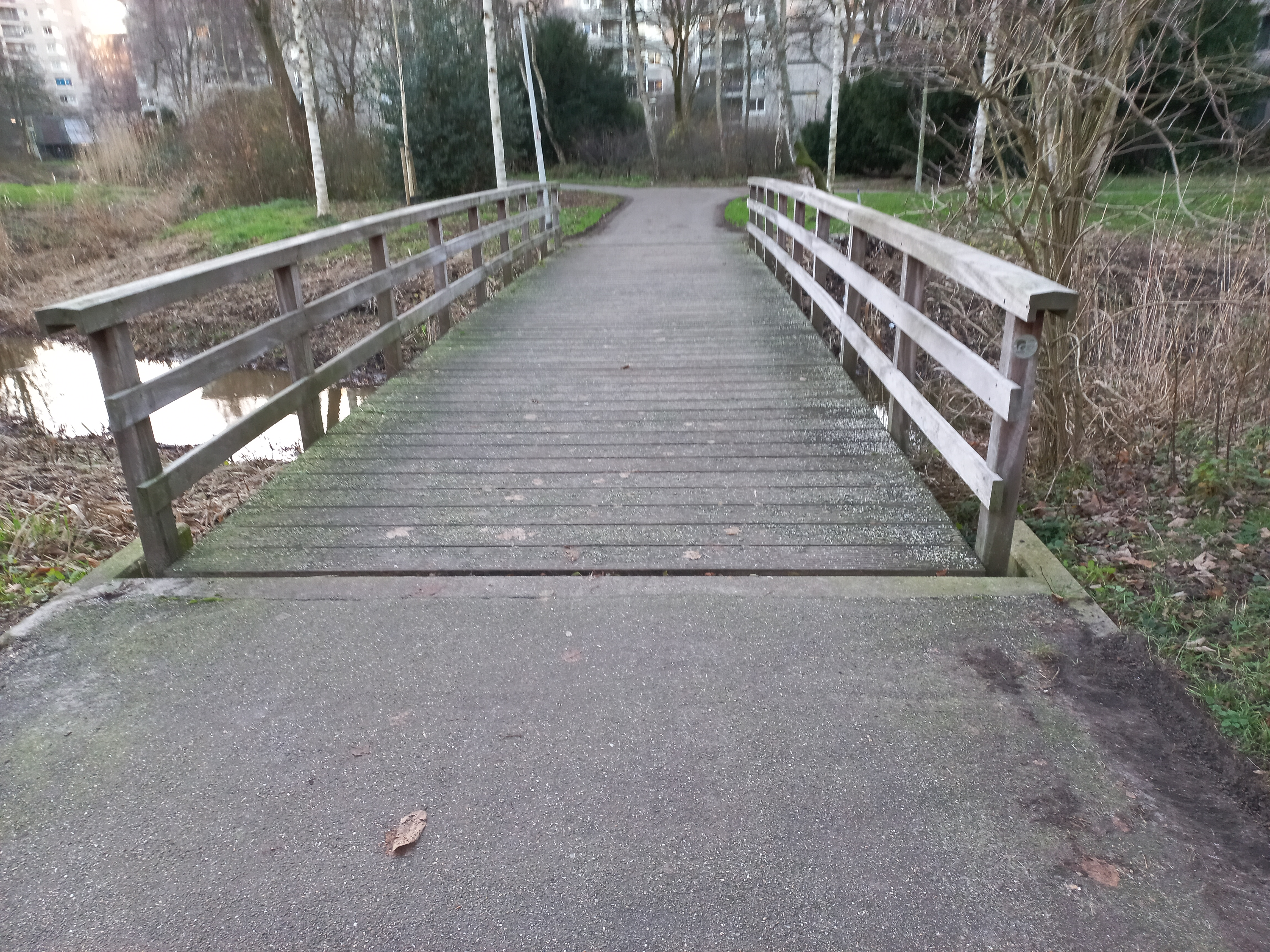
Brug 1092 (december 2023)
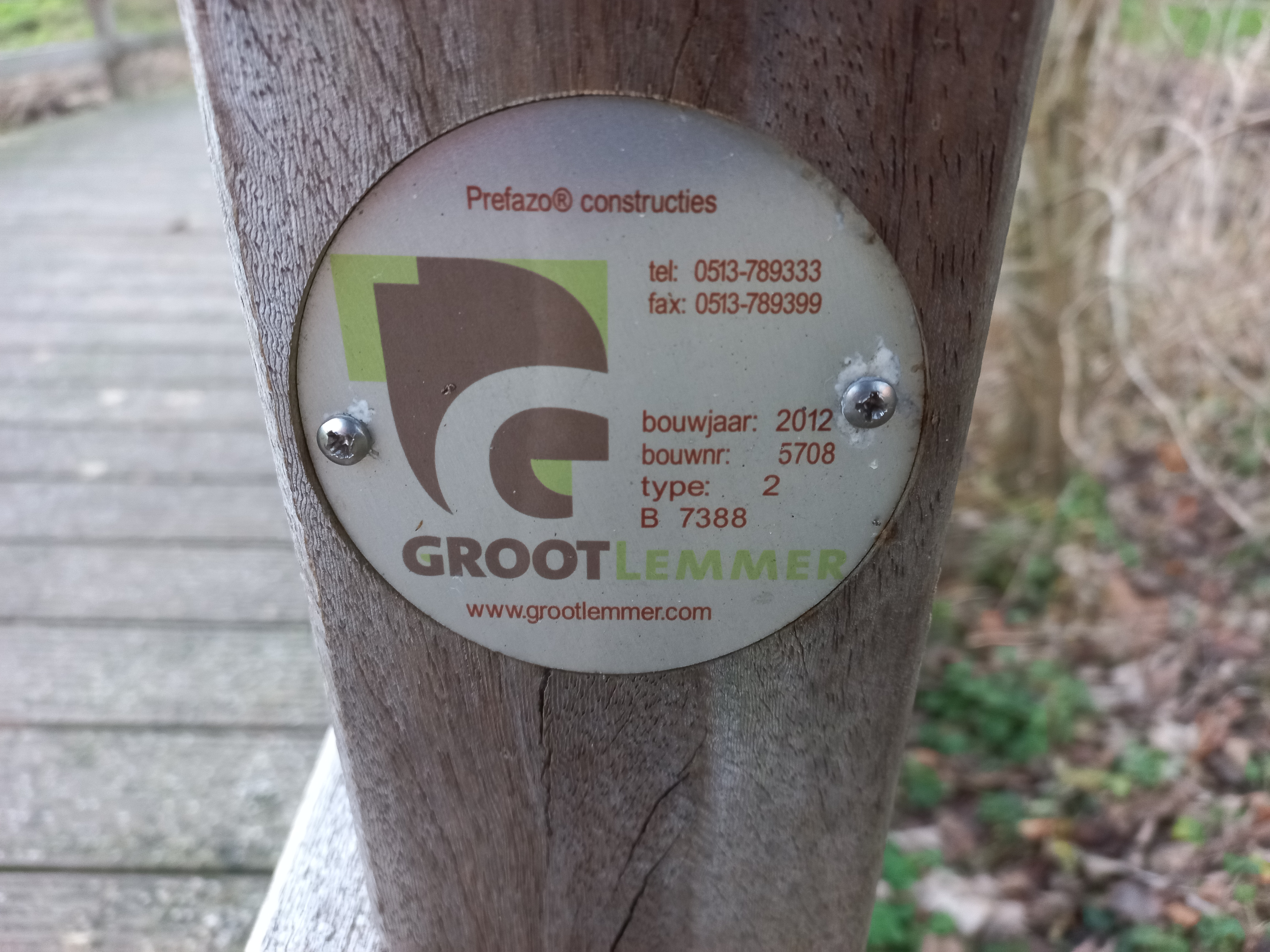
Fabrieksplaatje (december 2023)

<<< · 1000 · 1001 · 1002 · 1003 · 1004 · 1005 · 1006 · 1007 · 1008 · 1009 · 1010 · 1011 · 1012 · 1013 · 1014 · 1018 · 1028 · 1029 · 1030 · 1032 · 1033 · 1034 · 1035 · 1036 · 1037 · 1038 · 1039 · 1040 · 1041 · 1044 · 1045 · 1046 · 1048 · 1049 · 1050 · 1051 · 1062 · 1063 · 1064 · 1065 · 1066 · 1067 · 1076 · 1077 · 1078 · 1083 · 1090 · 1092 · 1093 · 1094 · 1095 · 1096 · 1097 · 1098 · 1099 · >>>
Brugnummers  1015, 1016, 1017, 1019, 1020, 1021, 1022, 1023, 1024, 1025, 1026, 1027, 1031, 1042, 1043, 1047, 1052/1053 (niet gebouwd), 1054, 1055, 1056, 1057, 1058, 1059, 1060, 1061, 1068, 1069-1075, 1079, 1080, 1081, 1082, 1084-1088, 1089 en 1091 (onbekend) zijn niet meer vergeven. De meesten daarvan zijn gesloopt in verband met sanering Zuidoost. Alle bruggen lagen en liggen in Zuidoost behalve bruggen 1000 en 1002.